# Alcis praevariegata
Alcis praevariegata là một loài bướm đêm trong họ Geometridae.